# Den inbillade sjuke (film)
Den inbillade sjuke är en svensk TV-film från 1989 i regi av Bernt Callenbo. Filmen är baserad på Molières Den inbillade sjuke från 1673. I huvudrollen som Argan ses Sven Lindberg, i övriga roller ses bland andra Mona Malm, Sara Key, Anita Wall, Magnus Ehrner, Axel Düberg, Claes Månsson och Gösta Prüzelius. Den premiärsändes på TV1 den 15 januari 1989.

## Handling
Farsen handlar om hypokondrikern Argan, som brottas med ihopfantiserade krämpor för att få den uppmärksamhet han behöver och även få som han vill. Han vill därför att hans äldsta dotter ska gifta sig med en läkare, så att han kan få all den vård hans tillstånd kräver. Argans familj och kammarjungfru får föra en kamp mot hans inbillade tillstånd, förstånd samt kämpa för den obotliga kärlek som även den drabbat hushållet.

## Om filmen
Det är en filmatisering av Dramatens uppsättning av pjäsen från 1987.

## Rollista i urval
- Sven Lindberg - Argan, hypokondriker
- Mona Malm - Béline, Argans andra hustru
- Sara Key - Angélique, Argans dotter
- Linda Andersson - Louison, Argans yngsta dotter
- Jan Blomberg - Béralde, Argans bror
- Anita Wall - Toinette, Argans kammarjungfru
- Magnus Ehrner - Cléante, Angéliques fästman
- Axel Düberg - Dr. Diafoirus, läkare
- Claes Månsson - Thomas Diafoirus, hans son
- Gösta Prüzelius - Dr. Purgon, Argans doktor
- Jan Waldekranz - Herr de Bonnefoi, notarie
- Sture Hovstadius - Dr. Fleurant, apotekare